# Ischyropsalis alpinula
Espèce
Synonymes
- Ischyropsalis pyrenaea alpinula Martens, 1978

Ischyropsalis alpinula est une espèce d'opilions dyspnois de la famille des Ischyropsalididae.

## Distribution
Cette espèce est endémique du Piémont en Italie. Elle se rencontre dans les Alpes grées et cottiennes.

## Description
Les mâles mesurent de 4,6 à 5,1 mm et la femelle 5,9 mm.

## Systématique et taxinomie
Cette espèce a été décrite sous le protonyme Ischyropsalis pyrenaea alpinula par Martens en 1978. Elle est élevée au rang d'espèce par Schönhofer, Vernesi, Martens et Hedin en 2015.

## Publication originale
- Martens, 1978 : « Spinnentiere, Arachnida - Weberknechte, Opiliones. » Die Tierwelt Deutschlands, vol. 64, p. 1–464.